# M/T Sveti Juraj
M/T Sveti Juraj je trajekt za lokalne linije u sastavu flote hrvatskog brodara Jadrolinije. Izgrađen je 1980. u brodogradilištu Kraljevica. Od tada pa do 1991. (do osamostaljenja Hrvatske) trajekt je nosio naziv Jurjevo. Tadašnje Jurjevo je bilo građeno za potrebe zatvora na Golom otoku, te je neko vrijeme i služilo toj svrsi. Danas Sveti Juraj plovi najčešće na relaciji Prizna-Žigljen, te na ostalim relacijama riječkoga ili zadarskog okružja. Trajekt ima sposobnost probiti orkanske bure, te stoga u vrijeme jakih vjetrova i oluja upravo on prevozi putnike između odredišta.Zimi najčešće održava liniju Prizna - Žigljen, a ljeti Zadar- Rivanj - Sestrunj - Zverinac - Molat. 
M/T Sveti Juraj je kapaciteta oko 300 osoba i 45 automobila.